# Антитеза
Антитеза (от гръцки анти – срещу и тезис – положение) e стилистична фигура в литературата, състояща се в рязко противопоставяне на образи, мисли, състояния.
При антитезата се съпоставят противоположни понятия или разсъждения с цел чрез изтъкнатия между тях контраст да се постигне изразителност на речта.
Антитезата според смисловото си съдържание може да има различни варианти:
1. Един предмет на речта с два противоположни признака. Например: „Той е ту весел, ту тъжен.“ и „Тя понякога плаче, понякога се смее.“
2. Два отделни предмета на речта с противоположни признаци, например: „Иван е учен, честен, смел докато Стоян е глупав, подъл, страхлив“.
3. Два противопоставени предмета на речта.